# Begraafplaats van Le Touquet-Paris-Plage
De Begraafplaats van Le Touquet-Paris-Plage is een gemeentelijke begraafplaats in de Franse gemeente Le Touquet-Paris-Plage (departement Pas-de-Calais). De begraafplaats ligt aan de Avenue du 18 Juin op ruim een kilometer ten noordoosten van het gemeentehuis en is ommuurd. Zo'n 50 m tegenover de hoofdingang staat een monument voor de slachtoffers van de beide wereldoorlogen en de Algerijnse Oorlog.
In de noordelijke hoek van de begraafplaats ligt een perk met een 60-tal Franse gesneuvelden uit de Eerste Wereldoorlog. Daarbij ligt ook het graf van de Belg Jules De Mulder die in Franse dienst sneuvelde. Er liggen ook enkele Italianen.

## Britse oorlogsgraven
Op de begraafplaats ligt een Brits militair perk met gesneuvelden uit de Eerste Wereldoorlog. Het werd ontworpen door Edwin Lutyens en heeft een L-vormig grondplan met een oppervlakte van 495 m². Het Cross of Sacrifice staat tussen de twee armen van de L. De graven worden onderhouden door de Commonwealth War Graves Commission en staan er genoteerd onder Le Touquet-Paris-Plage Communal Cemetery.
Er liggen 139 geïdentificeerde Britten en 3 Canadezen die voor hun verwondingen verzorgd werden in het Duchess of Westminister's Hospital (No.1 B.R.C.S), dat zich tussen oktober 1914 en juli 1918 in Le Touquet-Paris-Plage bevond. Zij stierven tussen november 1914 en april 1916.

## Graven

### Minderjarige militairen
- Alan Trafford Deverell, kanonnier bij de Royal Field Artillery was 16 jaar toen hij op 23 juni 1915 sneuvelde.
- A. Elliot, soldaat bij de Cameron Highlanders en  Alexander Adam, soldaat bij de Highland Light Infantry waren 17 jaar toen ze sneuvelden.

### Alias
- sergeant Laurence Thomas Lynch diende onder het alias L. Young bij de Rifle Brigade.